# Leonardo Chacón
Leonardo Chacón Corrales (Liberia, 29 juni 1984) is een triatleet uit Costa Rica. Hij nam deel aan de Olympische Spelen (2012) in Londen, waar hij eindigde op de 48ste plaats in de eindrangschikking met een tijd van 1:52.39. 

## Palmares

### triatlon
- 2013: 92e WK olympische afstand - 230 p
- 2015: 55e WK olympische afstand - 796 p